# Mint (Alice Merton)
Mint è il primo album in studio della cantante tedesca Alice Merton, pubblicato il 18 gennaio 2019 dalla Paper Planes.

## Descrizione
Il disco, anticipato dai singoli No Roots e Lash Out, è composto da undici tracce.
Il titolo dell'album prende il nome dalle foglie di menta e il tè alla menta che l'artista usava per calmare le paure e gli attacchi di panico.
Alla fine del 2019 l'album viene ripubblicato col nome Mint +4, con l'aggiunta di quattro nuovi brani, tra cui il sesto singolo Easy.

## Tracce
1. Learn to Live – 3:56
2. 2 Kids – 3:31
3. No Roots – 3:57
4. Funny Business – 3:05
5. Homesick – 3:16
6. Lash Out – 3:14
7. Speak Your Mind – 3:32
8. I Don't Hold a Grudge – 3:39
9. Honeymoon Heartbreak – 3:23
10. Trouble in Paradise – 2:57
11. Why So Serious – 3:47

Durata totale: 38:17

### Edizione +4[2]
1. Learn to Live – 3:56
2. 2 Kids – 3:31
3. No Roots – 3:57
4. Funny Business – 3:05
5. Easy – 3:10
6. Homesick – 3:16
7. Lash Out – 3:14
8. Keeps Me Awake – 3:11
9. Speak Your Mind – 3:32
10. I Don't Hold a Grudge – 3:39
11. Honeymoon Heartbreak – 3:23
12. PCH – 3:32
13. Trouble in Paradise – 2:57
14. Why So Serious – 3:47
15. Back to Berlin – 4:22

Durata totale: 52:32

## Classifiche
| Classifica (2019) | Posizione massima |
| ----------------- | ----------------- |
| Austria           | 19                |
| Germania          | 2                 |
| Italia            | 62                |
| Stati Uniti       | 48                |
| Svizzera          | 21                |